# Reverse engineering
Reverse engineering, också känt som demontering och baklängeskonstruktion, är tekniken att ifrån en färdig produkt ta fram detaljerade ritningar och specifikationer på hur produkter fungerar. Ordet syftar alltså på att arbetssättet är omvänt jämfört med hur en ingenjör vanligen arbetar. När det handlar om datorprogram används ofta uttrycket dekompilering.
Ett känt exempel är Phoenix Technologies demontering av IBM:s ROM-BIOS, vilket möjliggjorde tillverkning av kompatibla PC-datorer från andra tillverkare. Den åtföljande konkurrensen pressade priserna och påskyndade förmodligen datoriseringen av företag och hem betydligt.
Vissa länder har lagar som förbjuder demontering, med motiveringen att det kan skada företagen som får sina hemligheter avslöjade. Det har rådit kraftig debatt om huruvida dessa lagars skyddande av tillverkarens hemligheter uppväger den åtföljande minskade konkurrensen och försämrade rättigheter för konsumenterna.

## EU-lagstiftning
För EU:s medlemsstater reglerar EU-direktivet 2009/24 om rättsligt skydd för datorprogram (som ersatte 1991 års direktiv) även demontering, som berörs det inledande stycket 15:
"Otillåten återgivning, översättning, anpassning eller förändring av den kodform i vilken en kopia av ett datorprogram har gjorts tillgänglig utgör intrång i upphovsmannens ensamrätt. Inte desto mindre kan under vissa omständigheter ett sådant återgivande av programmets kod och översättning av dess form vara oundgängligt för att erhålla den information som behövs för att ett självständigt skapat program ska uppnå samverkansförmåga med andra program. Därför bör endast under dessa omständigheter åtgärderna återgivning och översättning anses vara rättsenliga och i överensstämmelse med god sed, förutsatt att de utförs av eller för en person som har rätt att använda en kopia av programmet. Rättsinnehavarens tillstånd krävs därmed inte. Ett av syftena med detta undantag är att göra det möjligt att koppla samman alla komponenterna i ett datorsystem, även sådana som är av skilda fabrikat, så att de kan fungera tillsammans. Detta undantag i upphovsmannens ensamrätt får inte användas på ett sätt som skadar rättsinnehavarens legitima intressen eller som står i konflikt med ett normalt utnyttjande av programmet."
Dessutom stadgas i Artikel 5, tredje stycket, att:
"Den person som har rätt att använda en kopia av ett datorprogram ska utan rättsinnehavarens tillstånd ha rätt att iaktta, undersöka eller prova programmets funktion i syfte att utröna de idéer och principer som ligger bakom programmets olika detaljer, under förutsättning att detta sker vid sådan laddning, visning, körning, överföring eller lagring av programmet som han har rätt att utföra."

## Finland
I Finland gäller för datorprogram följande,
”Den som har rätt att använda ett datorprogram får iaktta, undersöka eller prova programmets funktion för att utröna de idéer och principer som ligger bakom programmets olika detaljer, under förutsättning att det sker vid laddning, visning, körning, överföring eller lagring av programmet.”
”Kopiering av ett datorprograms kod eller översättning av kodens form är tillåten, om åtgärderna är oundgängliga för att få den information som är nödvändig för att uppnå samverkansförmåga mellan ett självständigt skapat program och andra program”, på vissa villkor. Bland annat får den information man fått inte användas fritt.
Man kan inte inskränka på dessa rättigheter genom avtal.